# Emma McClarkin

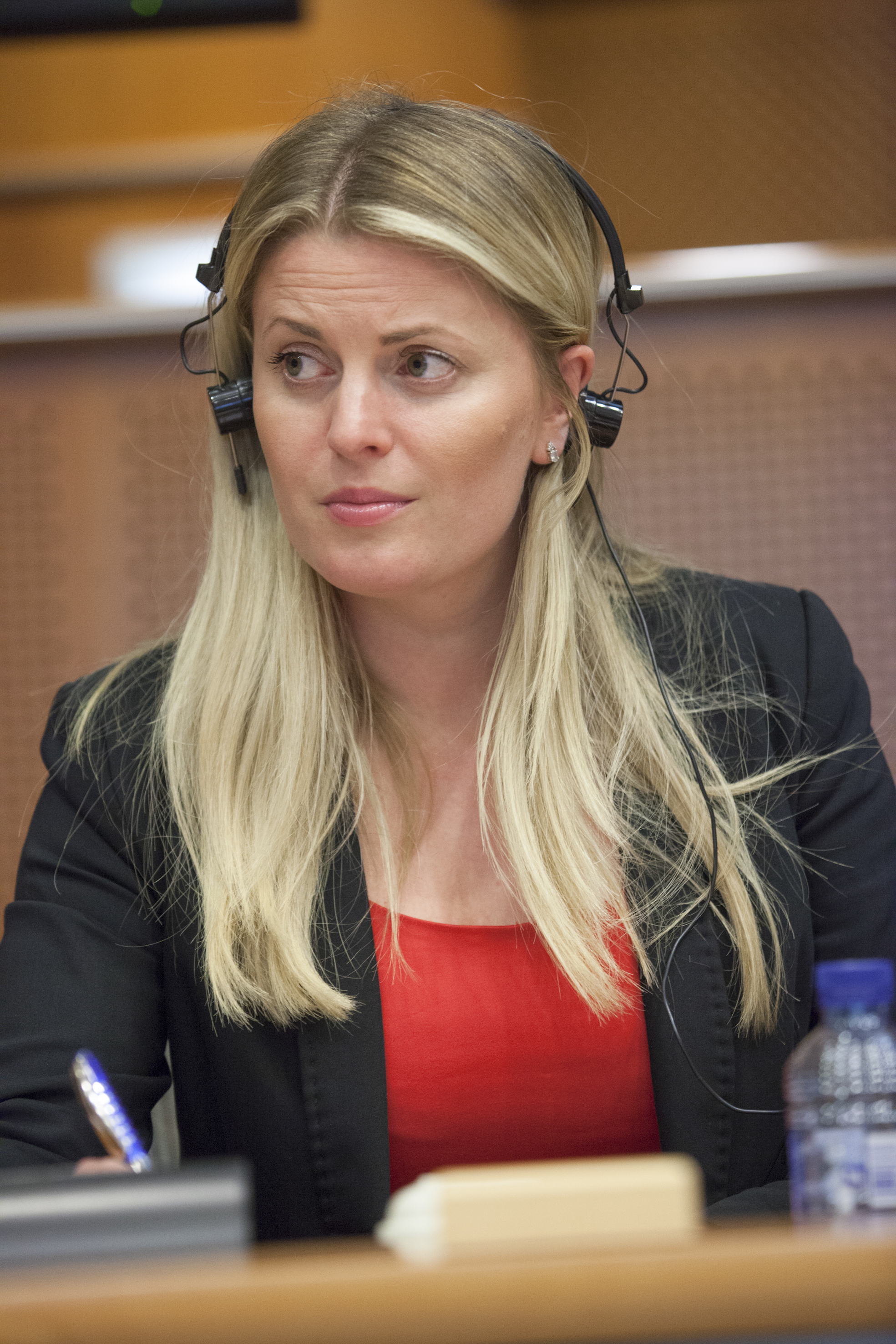
Emma McClarkin

Emma McClarkin (Stroud, 9 oktober 1978), is een Brits Europarlementslid voor de Conservative Party.

## Levensloop
Na grammar school in Stroud, promoveerde ze in de rechten aan Bournemouth University en ging werken in een advocatenkantoor.
Ze werd al vroeg lid van de Conservative Party en werd persverantwoordelijke voor de partij in de East Midlands en politiek adviseur voor Europarlementslid Roger Helmer.
Ze werd lobbyiste voor de Rugby Football Union. 
In 2009 werd ze verkozen tot Europees Parlementslid. Ze was toen pas dertig en werd de jongste Britse Europarlementariër.
In mei 2014 voert ze de Europese lijst voor de Conservative Party aan in de East Midlands.